# Ratipong Phangkabutr
Ratipong Phangkabutr (thailändisch รติพงษ์ พังคะบุตร, * 1. April 2001) ist ein thailändischer Fußballspieler.

## Karriere
Ratipong Phangkabutr steht seit 2021 beim Udon Thani FC unter Vertrag. Der Verein aus Udon Thani spielt in der zweiten thailändischen Liga, der Thai League 2. Sein Zweitligadebüt gab Phangkabutr am 4. September 2021 (1. Spieltag) im Auswärtsspiel beim Ranong United FC. Hier stand er in der Startelf und spielte die kompletten 90 Minuten. Das Spiel endete 3:3. Am Ende der Saison 2022/23 wurde er mit Udon Thani Tabellenletzter und stieg somit aus der zweiten Liga ab.